# Мендзилесь (Воломінський повіт)
Мендзилесь (пол. Międzyleś) — село в Польщі, у гміні Посвентне Воломінського повіту Мазовецького воєводства.
Населення — 602 особи (2011).
У 1975-1998 роках село належало до Седлецького воєводства.

## Демографія
Демографічна структура станом на 31 березня 2011 року:
|          | Загалом | Допрацездатний вік | Працездатний вік | Постпрацездатний вік |
| -------- | ------- | ------------------ | ---------------- | -------------------- |
| Чоловіки | 328     | 86                 | 220              | 22                   |
| Жінки    | 274     | 66                 | 156              | 52                   |
| Разом    | 602     | 152                | 376              | 74                   |